# Михайловка (Шаранский район)
Михайловка (баш. Михайловка) — деревня в Шаранском районе Республики Башкортостан Российской Федерации. Входит в состав Мичуринского сельсовета. Основана около 1882 года, в 1950-х годах имела статус села. Население к концу 1930-х достигало 440 жителей, на 2010 год оно составляет 138 человек.

## География

### Географическое положение
Находится в северо-восточной части района у истока Колесовского ручья, впадающего в реку Шалтык. Расстояние:
- до районного центра (Шаран): 28 км,
- до центра сельсовета (Мичуринск): 10 км,
- до ближайшей ж/д станции (Туймазы): 70 км.

### Климат
По комплексу природных условий деревня, как и весь район, относится к лесостепной зоне и характеризуется умеренно континентальным климатом с такими особенностями, как неустойчивость и резкие перемены температуры, неравномерное выпадение осадков по годам и временам года. В деревне довольно суровая и снежная зима с незначительными оттепелями, поздняя прохладная и сравнительно сухая весна, короткое жаркое лето и влажная прохладная осень.
| Показатель                                                                                      | Янв. | Фев. | Март | Апр. | Май | Июнь | Июль | Авг. | Сен. | Окт. | Нояб. | Дек. |
| ----------------------------------------------------------------------------------------------- | ---- | ---- | ---- | ---- | --- | ---- | ---- | ---- | ---- | ---- | ----- | ---- |
| Средний суточный максимум, °C                                                                   | −7   | −6   | −2   | 9    | 18  | 23   | 24   | 22   | 16   | 8    | −1    | −6   |
| Средний суточный минимум, °C                                                                    | −16  | −15  | −9   | 0    | 6   | 11   | 13   | 11   | 7    | 1    | −6    | −13  |
| Норма осадков, мм                                                                               | 26   | 23   | 25   | 33   | 49  | 63   | 56   | 53   | 47   | 48   | 34    | 32   |
| Источник: Моделирование исторических данных о климате и погоде. Дата обращения: 23 ноября 2023. |      |      |      |      |     |      |      |      |      |      |       |      |

## История
Название деревни произошло от имени отставного солдата Михаила Степанова, первым прибывшего на новое место предположительно в 1882 году. В архиве имеются данные о переселенцах с 1884 по 1895 годы, среди которых он не значится (то есть, предположительно прибыл раньше). Переселенцы были выходцами из Цивильского уезда Казанской губернии (территория сегодняшней Чувашии). В 1884 году товарищество из 35 домохозяев купило у землевладельца Ивана Ивановича Бельфельда 452 десятины земли за 10622 рубля, выданных в кредит Земельным банком. В 1895 году селение было включено в состав Кичкиняшевской волости, а в 1898 году было образовано самостоятельное сельское общество.
В 1896 году упоминается как деревня Ново-Михайловского товарищества Кичкиняшевской волости V стана Белебеевского уезда Уфимской губернии при речке Курман-Елге, был хлебозапасный магазин. По описанию, данному в «Оценочно-статистических материалах», деревня находилась на ровном месте по обеим сторонам глубокого оврага около речки Курман-Елга, непригодной для мельниц. Надел находился в одном месте, селение — на юге надела. Угодья делились по числу лиц, купивших землю. В последнее время пашня увеличилась за счёт леса. Поля были частью по склону на юг, частью по равнине, до 3 вёрст от селения. Почва — чернозём, в двух местах — болотистая. На востоке надела на равнине был лес. Жители занимались промыслами — выделкой колёс, чашек и выжиганием угля. В 1906 году также показан хлебозапасный магазин.
По данным подворной переписи, проведённой в уезде в 1912—13 годах, посёлок Ново-Михайловский (Михайловский) входил в состав Ново-Михайловского сельского общества Кичкиняшевской волости. Все хозяйства купили товариществом 438,5 десятин земли, также ещё одно хозяйство купило 11 десятин единолично. Семь хозяйств арендовали единолично ещё 28,83 десятины; также пять хозяйств сдавали 3,5 десятины купчей земли. Посевная площадь составляла 208,86 десятины, из неё 100,75 десятины занимала рожь, 84,75 — овёс, 12,12 — горох, оставшиеся 11,24 десятины занимали греча, пшеница, полба, просо и другие хлеба. Из скота имелась 74 лошади, 127 голов крупного рогатого скота, 494 овцы, 22 козы и 166 свиней, также 6 хозяйств держали 19 ульев пчёл. 1 человек занимался промыслами.
В 1923 году произошло укрупнение волостей, и деревня Ново-Михайловка вошла в состав Шаранской волости Белебеевского кантона Башкирской АССР. В 1929 году был образован колхоз «Большевик», включивший в 1930 году несколько соседних деревень.
В 1919—1920 годах была открыта трехлетняя школа, которая в 1935 году стала неполной средней. В 1936 году открылись медпункт, клуб и изба-читальня.
В 1930 году в республике было упразднено кантонное деление, образованы районы. Деревня вошла в состав Туймазинского района, а в 1935 году — в состав вновь образованного Шаранского района. В 1939 году — деревня Ново-Михайловка, центр Ново-Михайловского сельсовета Шаранского района.
В 1952 и 1959 годах Михайловка фиксировалась как село. В 1960 году Михайловка стала вновь деревней и вошла в состав Триключинского сельсовета, который вскоре был преобразован в Юношеский. С 1955 года деревня входила в состав колхоза «Юность», а с 1960 года — в состав крупного совхоза «Мичуринский».
В начале 1963 года в результате реформы административно-территориального деления деревня была включена в состав Туймазинского сельского района, с марта 1964 года — в составе Бакалинского, с 30 декабря 1966 года — вновь в Шаранском районе.
В 1956 году в деревне появилось радио. В октябре 1967 года деревня была электрифицирована, в 1975 году появился водопровод, а в 1998 году — сетевой газ.
В 1988 году из совхоза «Мичуринский» выделился совхоз «Строитель» с центром в деревне Михайловка. В 1999 году деревня входила в состав совхоза «Михайловский», а в 2006—16 годах была в составе КФХ «Шаран-Агро».
В мае 1992 года Юношеский сельсовет вместе с деревней Михайловка вошёл в состав Мичуринского.

## Население
По данным регистрации в деревне в 2012 году проживало 169 человек в 61 семье.
| Год  | Методика              | Жителей | Мужчин | Женщин | Дворов | Преобладающие национальности/сословия | Источники            |
| ---- | --------------------- | ------- | ------ | ------ | ------ | ------------------------------------- | -------------------- |
| 1895 | текущий учёт          | 283     | 135    | 148    | 48     | н/д                                   | [ 9 ]                |
| 1902 | сведения земства      | н/д     | 149    | н/д    | 50     | крестьяне-собственники                | [ 26 ]               |
| 1905 | текущий учёт          | 345     | 171    | 174    | 50     | н/д                                   | [ 11 ]               |
| 1912 | подворная перепись    | 301     | 151    | 150    | 49     | переселенцы-собственники из чувашей   | [ 12 ]               |
| 1917 | с/х перепись          | 305     | н/д    | н/д    | 47     | все чуваши                            | [ 27 ]               |
| 1920 | перепись              | 313     | 151    | 162    | 53     | н/д                                   | [ 28 ]               |
| 1920 | перепись              | 332     | н/д    | н/д    | 53     | все чуваши                            | [ 29 ]               |
| 1925 | подготовка к переписи | н/д     | н/д    | н/д    | 56     | н/д                                   | [ 28 ]               |
| 1939 | перепись              | 440     | 197    | 243    | н/д    | н/д                                   | [ 17 ]               |
| 1959 | перепись              | 291     | 123    | 168    | н/д    | чуваши                                | [ 19 ] [ 20 ]        |
| 1970 | перепись              | 247     | 109    | 138    | н/д    | чуваши                                | [ 30 ] [ 31 ]        |
| 1979 | перепись              | 227     | 104    | 123    | н/д    | чуваши                                | [ 32 ] [ 33 ]        |
| 1989 | перепись              | 181     | 82     | 99     | н/д    | чуваши                                | [ 34 ] [ 35 ] [ 24 ] |
| 2002 | перепись              | 182     | 90     | 92     | н/д    | чуваши (91 %)                         | [ 35 ] [ 36 ]        |
| 2010 | перепись              | 138     | 72     | 66     | н/д    | н/д                                   | [ 37 ]               |

## Инфраструктура
Деревня электрифицирована и газифицирована, имеются водопровод и газовое отопление, централизованная канализация отсутствует. Протяжённость сетей водопровода составляет 1,0 км от скважины, пробуренной в 1987 году на юго-восточной окраине деревни. Есть кладбище площадью 0,38 га, расположенное к юго-западу от деревни; в 1990 году в центре деревни был установлен памятник павшим в Великой Отечественной войне. В зоне сельскохозяйственного производства КФХ «Мечта» находятся молочно-товарная ферма, зерносклад и машинно-тракторная мастерская. Действуют сельский клуб, фельдшерско-акушерский пункт и магазин. В деревне четыре улицы — Заречная, Молодёжная, Центральная и Школьная, протяжённость улично-дорожной сети составляет 2,92 км.
Село обслуживает Шаранская центральная районная больница; фельдшерско-акушерский пункт находится в самой деревне, а почтовое отделение — в деревне Юность. До недавнего времени работала основная общеобразовательная школа, новое здание которой было построено около 2000 года.

## Известные жители
- Егоров, Михаил Анисимович (1905—1945) — командир взвода 340-го гвардейского стрелкового полка, Герой Советского Союза.

### Комментарии
1. ↑  По официальным данным переписи.
2. ↑  По данным современного подсчёта по сохранившимся подворным карточкам.